# ناحیه الشعر
ناحیهٔ الشعر (به عربی: مدیریة الشعر) یک ناحیه در یمن است که در استان اب واقع شده‌است. ناحیهٔ الشعر ۳۹٬۸۰۵ نفر جمعیت دارد.